# Alicja Nowak
Alicja Zofia Nowak (ur. 1972) – polska filolog, dr hab. nauk humanistycznych, adiunkt i kierownik Katedry Ukrainoznawstwa Wydziału Studiów Międzynarodowych i Politycznych Uniwersytetu Jagiellońskiego.

## Życiorys
W 1997 ukończyła studia z filologii ukraińskiej na Uniwersytecie Jagiellońskim, 25 czerwca 2005 obroniła pracę doktorską pt. Człowiek wobec wieczności w ukraińskim piśmiennictwie żałobnym końca XVI i XVII wieku, napisaną pod kierunkiem prof. Włodzimierza Mokrego. 30 listopada 2018 uzyskała stopień doktora habilitowanego. Została zatrudniona na stanowisku adiunkta i kierownika w Katedrze Ukrainoznawstwa na Wydziale Studiów Międzynarodowych i Politycznych Uniwersytetu Jagiellońskiego.